# 西格伦·西格尔
西格伦·西格尔（德語：Siegrun Siegl，1954年10月29日—），旧姓托恩（Thon），德国女子田径运动员。她曾代表东德参加1976年和1980年夏季奥林匹克运动会田径比赛，其中1976年奥运会获得一枚金牌。